# Florin Ristei
Florin Ristei (nume la naștere Traian Florin Ristei; n. 29 august 1987, Galați, România) este un muzician și prezentator de televiziune român. Florin Ristei s-a născut în orașul Galați, dar în prezent locuiește în București. Piesa sa de debut se numește „Dana”, cu care a intrat în topurile muzicale.

## Biografie
În anul 2003 a absolvit Școala Populară de Arte, secția Canto, din Galați. A studiat, în particular, vioara și pianul, făcându-se cunoscut la vârsta de 13 ani, ca solist al trupei Amici.
A studiat Informatică Economică în cadrul Universității Româno-Americane, iar în trecut la Universitatea Politehnica București și Colegiul Național „Mihail Kogălniceanu” din Galați.

## Activitate

### Televiziune
În 2006 a prezentat emisiunea de tinere talente „Numai cu acordul minorilor” la TVR, iar din 2016 este prezentatorul emisiunii Fantastic Show. Alături de Diana Munteanu, a prezentat emisiunea Prietenii de la 11, difuzată pe Antena 1.
A participat la emisiunea Te cunosc de undeva, sezoanele: 5, 7, 8 (concurent) și 9, 10, 11, 12 (invitat), 17. În 2020 a fost jurat al emisiunii X Factor România - sezonul 9. Este astfel primul câștigător al emisiunii care, după ce a fost concurent, a ajuns jurat. Din luna septembrie 2020 este membru al emisiunii 'Neatza cu Răzvan și Dani iar din 2021 la emisiunea Neatza de Weekend.
În 2017 a câștigat Premiul pentru cea mai distractivă și educativă emisiune (alături de Diana Munteanu) și Premiul pentru cel mai bun cuplu de prezentatori (cu Diana Munteanu).

### Muzică
În anii 2000-2004 a fost solist vocal la formația Amici (ortografie în limba italiană), iar în 2005 a devenit solist vocal la trupa Marfar. În prezent este solistul trupei FreeStay, pe care a fondat-o în anul 2012. În 2013 a fost câștigătorul concursului de talente X Factor, sezonul 3.
Alături de trupa sa, a cântat în deschiderea emisiunii “Te cunosc de undeva”, în calitate de invitat.
În 2017 a obținut Premiul pentru cea mai bună voce masculină.

## Discografie
În cadrul formației Amici, casa de discuri Roton, în 2000:

### Albume
- Dana – conține și un feat. cu DJ BOBO, „Lumea magică”, după piesa „This world is magic”
- Fitze – conține piese scrise de Marius Moga și Mihai Alexandru.
- Noi – cuprinde piese scrise de Manuel Sava.[necesită citare]

În FreeStay:
- 2013: participare la Finala Eurovision cu piesa „Criminal Mind”, pe o muzică și text de Alexandru Matei și Florin Ristei;
- 2014: „Altfel de magie”, piesă și videoclip;
- 2015: „Cerșetori de iubire” compozitor Mahia Beldo;
- „Trebuia să fii tu”, compozitor Mahia Beldo și videoclip;
- 2016: „Las-o...” feat. Vescan, compozitor Vescan;
- 2017: „Facem ce vrem”, colaborare cu What's Up,
- „Din întâmplare”, compozitor Florin Ristei,
- „Între noi nu mai e nimic” feat. Andra, compozitor Alex Pelin, Luiza Luca, versuri Alex Pelin, videoclip;
- 2018: „Dacă sunt lup”, muzică și text Theea Miculescu,
- „Îmi place prietena ei”, muzică și text de Smiley și Florin Ristei;
- 2019: „Ești”, muzică și text de Freestay, videoclip realizat de Codrin Roibu,
- „Nu doar de Crăciun”, muzică și versuri Florin Ristei;
- 2020: „Omul dintre ape”, muzică și versuri de Alex Pelin;
2021: „VIDEO”, muzică și versuri de Vlad Manolache, Ionuț Papu Bacula;
- 2022: „Timpul vindecă totul”, Freestay și Orchestra Simfonică București, muzică și versuri de Alex Pelin.[necesită citare]
- 2023: “Aripile”- muzică Iuliana Pușchilă, Florin Ristei, Amedeo Chiriac, Alin Teodorescu, versuri Iuliana Pușchilă, Florin Ristei, Amedeo Chiriac.
- 2024: “ În derivă”- muzică Alexandru Pelin, Viki Red, versuri Alexandru Pelin.
- 2024: “Înainte de timp”- compozitor Florin Ristei, versuri Florin Ristei.
- 2024: “Fără sunete”- muzică Coco, Aria Moon, Amedeo, versuri Aria Moon, Amedeo.
- 2024: “Mândria”- muzică și versuri: Vasilache Ionuț Marius și Liviu Teodorescu.
- Videoclip “ Mândria” - Live la Castel;  voce: Florin Ristei, pian: Alin Teodorescu, vioară: Lavinia Sateanu.
- 26.02. 2025: “De neuitat”-colaborare cu Elena Gheorghe- muzică Ionuț Bacula( Papu), Vlad Manolache, Florin Ristei, Elena Gheorghe, text Ionuț Bacula. Produced by Daniel Joseph Healy.